# Jesús, el niño Dios
Jesús, el Niño Dios ist ein mexikanischer Spielfilm des Regisseurs Miguel Zacarías aus dem Jahr 1971. Er behandelt die Geburt Jesu Christi. Die Uraufführung des Films fand am 16. Dezember 1971 in Mexiko statt.

## Handlung
Der Jungfrau Maria erscheint der Erzengel Gabriel und verkündet ihr, dass sie einen Sohn gebären wird, den sie Jesus nennen soll. Unter Statthalter Publius Sulpicius Quirinius findet eine Volkszählung statt, so dass die schwangere Maria und ihr Ehemann, der Tischler Josef von Nazaret, nach Bethlehem aufbrechen, um sich in die Steuerlisten eintragen zu lassen. Unterwegs sehen sie den Stern von Betlehem, der auch Kaspar, Melchior und Balthasar, drei Königen aus dem Morgenland, den Weg weist.
In Betlehem angekommen, finden Maria und Josef Unterkunft in einem Stall, da in der Herberge kein Platz mehr ist. Dort bringt Maria ihren erstgeborenen Sohn Jesus zur Welt. Kurz darauf verkündet ein Engel den Hirten auf den Feldern von dem soeben geschehenen Wunder. Diese kommen sogleich zur Krippe, um dem Neugeborenen zu huldigen.
Wenig später treffen auch Kaspar, Melchior und Balthasar ein. Da sie jedoch den Stern verloren haben, fragen sie König Herodes, wo sich der neugeborene König der Juden, der Messias, befindet. Herodes weist die drei Weisen aus dem Morgenland an, nach dem Kind zu suchen, damit er es auch anbeten kann.
Als Jesus acht Tage alt ist, gehen Maria und Josef mit ihm in den Tempel, um ihn beschneiden zu lassen. Dort erkennen die Propheten Simeon und Hanna in dem Neugeborenen den verheißenen Messias.
Kaspar, Melchior und Balthasar finden den neugeborenen Jesus im Stall in der Krippe, beten ihn an und bringen Gold, Weihrauch und Myrrhe als Geschenk. Sie sagen voraus, dass seine Waffen das Wort und die Liebe sein werden und er den Tod am Kreuz sterben wird. Den drei Weisen wird im Traum geboten, nicht zu Herodes zurückzukehren, so dass sie sogleich die Heimreise antreten. Herodes wird im Lauf der Zeit immer unruhiger. Das auf seinen Befehl hin durchgeführte Tieropfer fällt als ein für ihn ungünstiges Vorzeichen aus.
Jesus wächst zum Kleinkind heran und befreundet sich mit Johannes, dem Sohn von Marias Verwandter Elisabet. Er beobachtet interessiert den Alltag unter der römischen Besatzung und vollbringt erste Wunder, als er beispielsweise ein Stück Holz verlängert, das sein Vater zur Verarbeitung braucht. Er erstaunt den römischen Soldaten Claudio, als er kurz vor einem Regentusch Blumen auf einem Wiesenstück zur Seite knickt, den Regentusch stoppt und die Blumen, ohne sie zu berühren, wieder aufblühen lässt. Als Claudio den Blumen die Köpfe abschlägt, werden sie von Jesus geheilt; wenig später lässt Jesus Wasser aus seinen Händen fließen, um Claudios Durst zu stillen.
Inzwischen ordnet der noch immer ruhelose Herodes, um den prophezeiten König aus dem Weg zu räumen, an, alle männlichen Kinder bis zum Alter von drei Jahren zu töten. Der Befehl soll während eines Festes für Kinder ausgeführt werden. Als Maria und Jesus das Fest aufsuchen, weist ein Engel Josef an, mit beiden zu fliehen, weil eine Gefahr droht. Als Maria und Jesus auf ihrer Flucht von Claudio aufgehalten werden, wird dieser von einer Wespe in die Augen gestochen. Josef und Maria fliehen mit Jesus und werden von Claudio kontrolliert, doch hat Maria statt des vermuteten Kindes einen Strauß Blumen in den Armen. Auf den Befehl des Zenturios hin reitet Claudio der Familie in die Wüste hinterher. In der Wüste sättigt Jesus eine umherziehende Menschenmenge, indem er mit seinen Kräften eine Palme beugt, so dass die Menschen an die Datteln herankommen. Claudio spürt Jesus mit Maria und Josef in einer Höhle auf und will Jesus töten, hält aber inne, als er sich an seine Begegnungen mit Jesus und seiner Familie erinnert.

## Hintergrund
Miguel Zacarías drehte ebenfalls die Filme Jesús, María y José, der die Kindheit Jesu schildert, und Jesús, nuestro Señor, der das Wirken des erwachsenen Jesus bis hin zur Kreuzigung beschreibt. Im Jahr 1980 wurden alle drei Filme gemeinsam mit dem ebenfalls von Miguel Zacarías gedrehten Film El pecado de Adán y Eva zu La vida de nuestro señor Jesucristo verarbeitet.